# Piotr Płonka

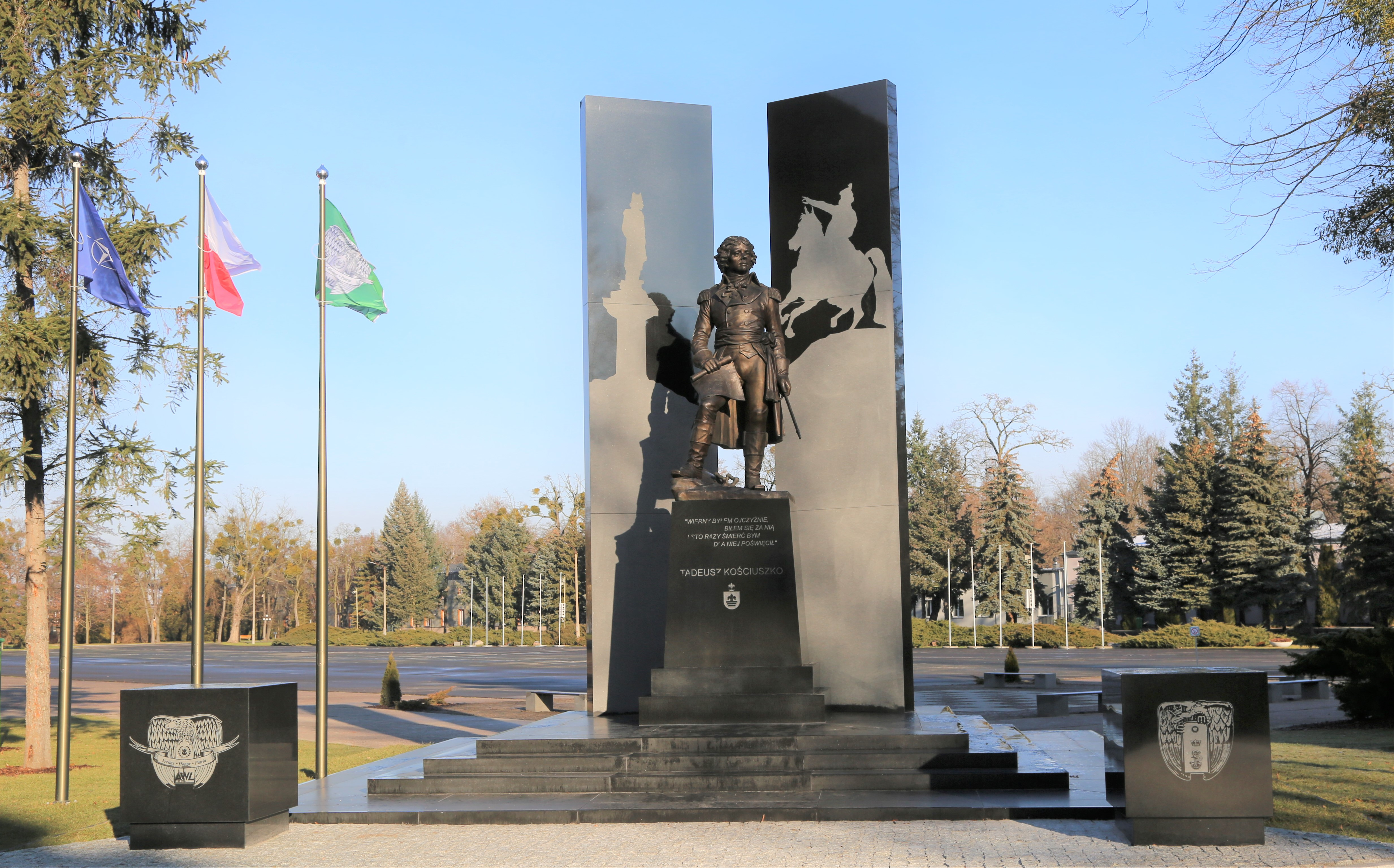
Od 29 września 2022 rektor – komendant Akademii Wojsk Lądowych

 Piotr Józef Płonka  (ur. 22 sierpnia 1973) – polski wojskowy, generał brygady SZ RP; doktor habilitowany nauk o obronności; szef sztabu Komendy Głównej Żandarmerii Wojskowej; rektor – komendant Akademii Wojsk Lądowych (2021–2024).

## Przebieg służby wojskowej
Piotr Płonka we wrześniu 1992 podjął studia wojskowe jako podchorąży w Wyższej Szkole Oficerskiej Wojsk Zmechanizowanych we Wrocławiu, którą po przeformowaniu w 1994 w Wyższą Szkołę Oficerską im. Tadeusza Kościuszki ukończył w 1996 na Wydziale Inżynierii Wojskowej uzyskując dyplom inżyniera. Został promowany na pierwszy stopień oficerski – podporucznika. Służbę zawodową rozpoczął w 1996 w 43 batalionie saperów z 9 Flotylli Obrony Wybrzeża w Helu. Od 1999 pełnił służbę w strukturach Żandarmerii Wojskowej na stanowisku dowódcy kompanii prewencji w Oddziale Żandarmerii Wojskowej w Gdyni. Następnie był na stanowiskach: szefa sztabu Oddziału ŻW w Elblągu, w Mińsku Mazowieckim zastępcą komendanta Centrum Szkolenia ŻW oraz komendanta Oddziału ŻW w Elblągu. Absolwent: Uniwersytetu Gdańskiego (2001); Akademii Obrony Narodowej (2005); studiów podyplomowych i doktoranckich w Akademii Marynarki Wojennej (2006) oraz studiów na Akademii Sztuki Wojennej. Od września 2011 sprawował funkcję dowódcy zgrupowania szkoleniowego ANSF w Polskim Kontyngencie Wojskowym w Afganistanie. 16 października 2012 został komendantem Centrum Szkolenia ŻW w Mińsku Mazowieckim. Następnie został wyznaczony na stanowisko szefa sztabu Komendy Głównej Żandarmerii Wojskowej w Warszawie. W okresie tym był nauczycielem akademickim, m.in. Akademii MW, Uniwersytetu Kardynała Stefana Wyszyńskiego w Warszawie oraz Uniwersytetu Rzeszowskiego. 29 września 2021 został wyznaczony przez ministra obrony narodowej Mariusza Błaszczaka na rektora – komendanta Akademii Wojsk Lądowych. 1 października 2021 we Wrocławiu przyjął obowiązki rektora-komendanta od gen. bryg. Dariusza Skorupki. 29 listopada 2022 został awansowany do stopnia generała brygady. 29 lutego 2024 przekazał obowiązki rektora Akademii Wojsk Lądowych dla gen. broni w st. spocz. dr Marka Tomaszyckiego. Aktualnie jest w dyspozycji Dyrektora Departamentu Kadr.

## Awanse
- podporucznik – 1996[1]

(...)
- generał brygady – 29 listopada 2022[14]

## Ordery, odznaczenia i wyróżnienia
- Krzyż Kawalerski Orderu Odrodzenia Polski – 2015[2]
- Gwiazda Afganistanu – 2012[15]
- Odznaka tytułu honorowego „Zasłużony Żołnierz RP” I Stopnia (Złota) – 2015[16]
- Wpis do „Księgi Honorowej Wojska Polskiego” – 2015[17]
- Odznaka Skoczka Spadochronowego Wojsk Powietrznodesantowych – 1995
- Wojskowa Odznaka Sprawności Fizycznej I stopnia – 1996
- Odznaka pamiątkowa Akademii Wojsk Lądowych – 2022, ex officio

i inne